# ریشه‌های بتنی
| بررسی انتقادی            | بررسی انتقادی |
| منبع                     | رتبه‌بندی      |
| ------------------------ | ------------- |
| آل‌میوزیک                 | [ ۱ ]         |
| دانشنامه موسیقی عامه‌پسند | [ ۲ ]         |

ریشه‌های بتنی (به انگلیسی: Concrete Roots) یک آلبوم گردآوری‌شده موسیقی به تهیه کنندگی دکتر دره است که در ۲۰ سپتامبر ۱۹۹۴ منتشر شد.